# Diaspora azera
La diaspora azera descrive le comunità di azeri che vivono al di fuori dei luoghi della loro origine etnica: l'Azerbaigian e Azerbaigian iraniano.
Secondo l'Ethnologue, nel Daghestan meridionale, Armenia, Estonia, Georgia, Kazakistan, Kirghizistan, Russia, Turkmenistan e Uzbekistan nel 1993 c'erano oltre 1 milione di parlanti azeri del dialetto settentrionale. Altre fonti, come i censimenti nazionali confermano la presenza degli azeri in tutta l'ex Unione Sovietica. I dati dell'Ethnologue sono superati nel caso dell'Armenia, dove il conflitto del Nagorno-Karabakh ha colpito la popolazione degli azeri. L'Ethnologue riferisce inoltre che un ulteriore milione di azero-iraniani vive al di fuori dell'Iran, ma queste cifre molto probabilmente fanno riferimento ai turcomanni iracheni, un popolo turco distinto sebbene imparentato. Il numero di azeri nel mondo è stimato intorno ai 30-35 milioni di persone, di cui solo 9.961.396 si trovano in Azerbaigian e altri 13 milioni in Iran.

## Storia della diaspora azera

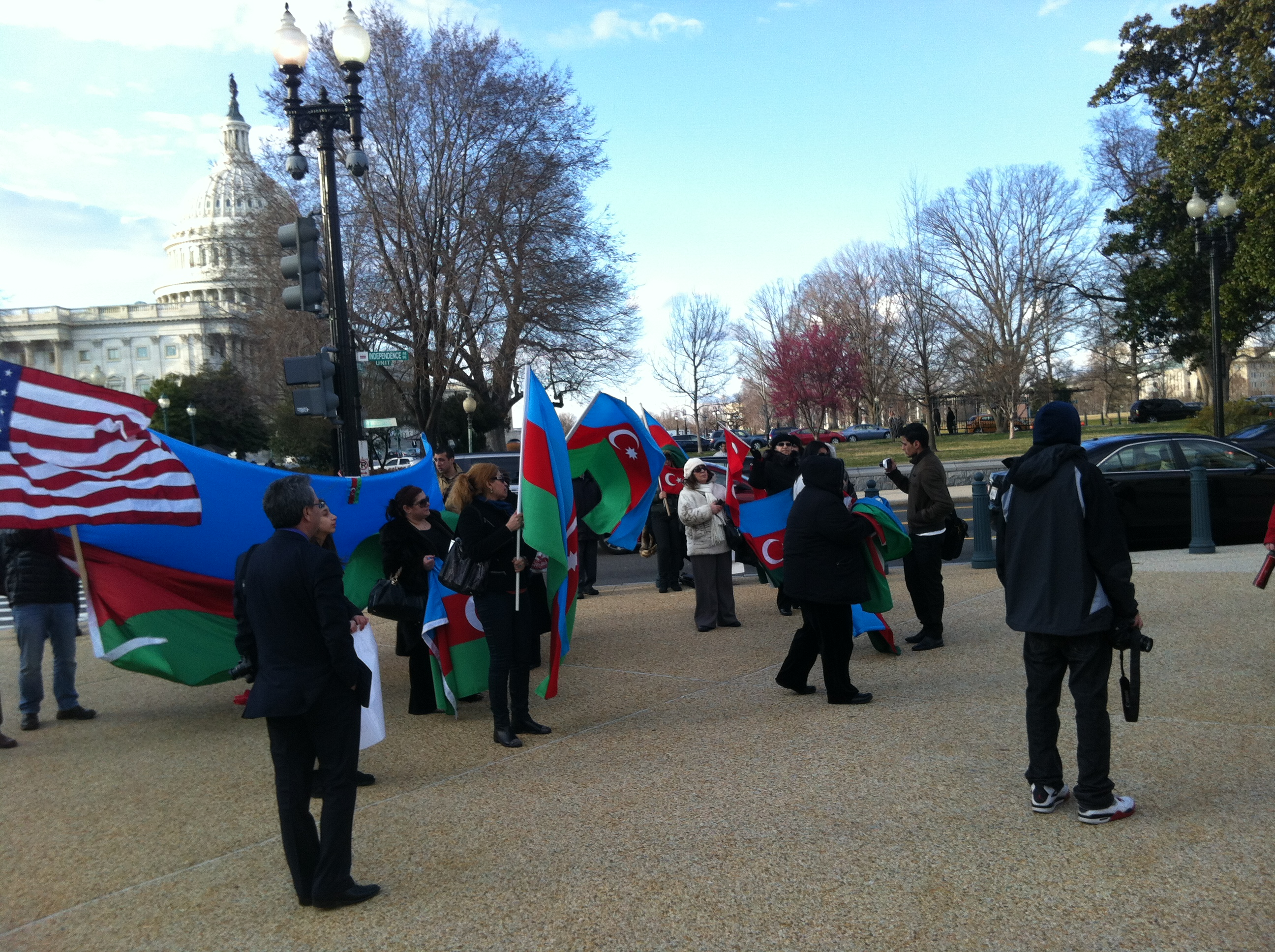
Americani azeri che protestano vicino al Campidoglio degli Stati Uniti nella primavera 2013.

La principale migrazione del popolo azero si verificata contemporaneamente alla migrazione turca tra il VI e l'XI secolo (Alto Medioevo), quando si diffuse in gran parte dell'Asia centrale, in Europa e Medio Oriente. Nei secoli successivi la popolazione locale iniziò ad essere assimilata dai migranti azeri emergenti.

## Azeri in America
La diaspora azera negli Stati Uniti si è stabilita tra la metà e la fine del XX secolo. Gli azeri si sono stabiliti nella parte settentrionale, centrale e meridionale degli Stati Uniti, la maggior parte dei quali negli Stati della California, New Jersey, New York, Michigan, Pennsylvania, Texas e Distretto di Columbia. La maggior parte degli azeri che vivono negli Stati Uniti sono migranti dall'Iran.
Ci sono diverse organizzazioni che uniscono gli azeri e gli americani.

### Rete USAN
La rete statunitense azera combina tutte le organizzazioni azere, turche e della diaspora e della comunità degli Stati Uniti, gruppi, società, coalizioni, reti di associazioni e club. Lo scopo di questa rete è riunire il potenziale elettorato azero-americano. L'attività dell'USAN è informare gli elettori sul processo di votazione e sulla registrazione degli elettori, per fornire la loro partecipazione al dibattito politico americano, migliorare la loro partecipazione al voto e aumentare l'affluenza alle urne.

### Azerbaijan America Alliance
L'Azerbaijan America Alliance è un'organizzazione non governativa la cui missione è contribuire a creare un'atmosfera di reciproca comprensione e rispetto tra i popoli dell'Azerbaigian e dell'America. Il XX anniversario del massacro di Xocalı si è tenuto nel febbraio 2012, uno dei suoi eventi più significativi. La dimostrazione di manifesti e striscioni per le strade di New York e Washington, DC, dichiarazioni dei membri del Congresso degli Stati Uniti, presentazione di film sul massacro di Xocalı e altri eventi facevano parte della commemorazione. Una pagina ciascuna del Washington Post e del New York Times è stata dedicata al massacro di Xocalı.

### Azerbaijan Society of America
L'Azerbaijan Society of America, la prima organizzazione comunitaria azero-americana, è stata fondata nel 1957 nel New Jersey, USA, da Naghi Sheykhzamanli.

### Camera di Commercio Stati Uniti-Azerbaigian
La Camera di Commercio USA-Azerbaigian (USACC) è stata fondata nel 1995. La sua missione è aiutare a stabilire legami d'affari a lungo termine tra l'Azerbaigian e l'America. È stata una delle principali forze trainanti per l'oleodotto Baku-Tbilisi-Ceyhan e il gasdotto Baku-Tbilisi-Erzurum. L'USACC fornisce il miglioramento dei servizi di rete tra enti governativi e non governativi, organizzazioni imprenditoriali degli Stati Uniti e dell'Azerbaigian.

### Azerbaijani - American Council (AAC)
L'Azerbaijani - American Council opera a Washington dal 1994. L'organizzazione organizza una serie di eventi, mostre e seminari in centri di ricerca legati alla cultura azera. I membri dell'organizzazione inviano dichiarazioni e lettere al presidente, a tutti i delegati statali, senatori, membri del Congresso, nonché alla stampa, sul massacro di Xocalı, sui Giorni di marzo, sul conflitto del Nagorno-Karabakh tra Armenia e Azerbaigian e su altre questioni. Il Consiglio americano-azero è stato registrato nel 2006 come organizzazione non governativa. Il Consiglio è la più grande organizzazione azera operante in California. Lo scopo del Consiglio è quello di riunire le idee dell'Azerbaigian, per presentarle attraverso programmi educativi e culturali. Il Consiglio organizza regolarmente forum. Gli studenti azeri che studiano in California e le persone che fanno ricerche sull'Azerbaigian sono invitati al forum dove vengono discusse questioni economiche, politiche e tecnologiche. Il Consiglio Americano-Azero ha un ufficio di rappresentanza in Texas.

## Azeri in Europa

### Azeri in Turchia
Gli azeri turchi sono gli azeri che vivono in Turchia. Secondo alcune fonti, in Turchia vi sarebbero circa 800.000 abitanti azeri, ma è molto difficile determinarne il numero esatto. Al 2019, 36.543 cittadini dell'Azerbaigian sono residenti in Turchia. In generale, la popolazione azera in Turchia è considerata ben integrata nella società, principalmente a causa delle affinità culturali e linguistiche tra azeri e turchi. Tuttavia, le differenze permangono ancora nelle aree della religione (gli azeri sono principalmente sciiti, mentre i turchi sono per lo più musulmani sunniti) e del dialetto.

#### La Federazione delle associazioni turco-azere
La Federazione delle associazioni turco-azere è stata fondata nel 2004 a Kocaeli. Il Parco Heydar Aliyev è stato aperto nell'area municipale di Kartepe alla vigilia della Giornata Mondiale della Solidarietà dell'Azerbaigian nel 2010 come risultato dell'attività della Federazione delle Associazioni turco-azere. Un altro parco a Derince è stato messo in funzione il 29 novembre 2011.

### Azeri in Russia
Secondo il censimento della popolazione del 2010, ci sono 603.070 cittadini che vivono in Russia.3 La maggior parte di loro vive nel Daghestan sudorientale. Attualmente, la popolazione azera vive quasi in tutte le regioni della Russia, ma secondo i dati, le più grandi comunità di azeri esistono in Daghestan, Mosca, San Pietroburgo, Tyumen, Rostov, Saratov o altri.

#### Unione giovanile azera della Russia
L'Unione dei giovani azeri della Russia è stata fondata il 18 aprile 2009 a Mosca. Il suo scopo è proteggere i valori culturali nazionali dell'Azerbaigian, il sostegno della gioventù azera, una migliore integrazione della gioventù azera nella vita culturale della società russa e lo sviluppo dell'istruzione. La sua sede centrale si trova a Mosca e ci sono diversi uffici regionali nel nord e nell'ovest della Russia, nell'area del Volga, nel Caucaso settentrionale, nell'Estremo Oriente e in Siberia. Leyla Aliyeva ha assunto la presidenza.

### Azeri in Georgia
Secondo i dati del censimento del 2002, ci sono 284.761 azeri di etnia che vivono in Georgia. Gli azeri costituiscono il 6,5% della popolazione della Georgia e sono la più grande minoranza etnica del paese. Qui gli azeri vivono principalmente in aree rurali come Kvemo Kartli, Kakheti, Shida Kartli, Mtsjeta-Mtianeti o altri. La più grande regione di residenza dell'Azerbaigian è Borchali. C'è anche una storica comunità azera nella capitale della Georgia, Tbilisi (Tbilisi) e comunità più piccole in altre regioni del paese.
Nel 2010, in Georgia, a Marneuli si è tenuto il primo congresso dei giovani azeri della Georgia, durante il quale è stata costituita l'Unione dei giovani azeri della Georgia. Inoltre, qui ci sono più di 50 organizzazioni non governative che hanno relazioni con la diaspora azera.

## Organizzazioni
Il Comitato di Stato della Repubblica dell'Azerbaigian per il Lavoro con la Diaspora (in azero Azərbaycan Respublikasının Diasporla İş üzrə Dövlət Komitəsi) è stato istituito per gestire la comunicazione con la diaspora e per guidare la creazione di nuove società e organizzazioni.

## Numero di azeri nei Paesi selezionati
| Posizione | Stato                                      | Cifre ufficiali                                                  | Popolazione azera corrente        |
| --------- | ------------------------------------------ | ---------------------------------------------------------------- | --------------------------------- |
| 1         | Iran                                       |                                                                  | 13,000,000 vedi Azero-iraniani    |
|           | Azerbaigian                                | 9,981,457                                                        |                                   |
| 2         | Russia (Inclusa la popolazione temporanea) | 603,070 (Censimento del 2010)                                    | 1,500,000 a 3,000,000             |
| 3         | Turchia                                    |                                                                  | 80,000 a 800,000                  |
| 4         | Georgia                                    | 284,761 (2002)                                                   | 360,000 (2007)                    |
| 4         | Kazakistan                                 | 85,292 (2009)                                                    | 150,000                           |
| 5         | Germania                                   | 15,219 (2006)                                                    | 200,000                           |
| 6         | Ucraina                                    | 45,176 (2001)                                                    | 50,000                            |
| 7         | Paesi Bassi                                |                                                                  | 7,000 — 18,000 (2009)             |
| 8         | Kirghizistan                               | 17,267(2009)                                                     |                                   |
| 9         | Regno Unito                                |                                                                  | 6.220 (2013)                      |
| 10        | Stati Uniti                                | 14,205 Repubblica dell'Azerbaigian(2000) - 40,400 Azeri-iraniani | 400,000                           |
| 11        | Canada                                     | 4,580 (2011)                                                     | 80,000                            |
| 12        | Francia                                    |                                                                  | 1,112 (richiedenti asilo), 70,000 |
| 13        | Uzbekistan                                 | 44,410 (1989)                                                    |                                   |
| 14        | Turkmenistan                               | 33,365 (1989)                                                    |                                   |
| 15        | Emirati Arabi Uniti                        | 7,000 (2015)                                                     |                                   |
| 16        | Bielorussia                                | 5,567 (2009)                                                     |                                   |
| 17        | Lettonia                                   | 1,697 (2001)                                                     |                                   |
| 18        | Estonia                                    | 880 (2000)                                                       |                                   |
| 19        | Lituania                                   | 788                                                              |                                   |
| 20        | Tagikistan                                 | 800 (2000)                                                       |                                   |
| 21        | Australia                                  | 1,036                                                            |                                   |
| 22        | Austria                                    | 1,159                                                            |                                   |
| 23        | Italia                                     | 387                                                              |                                   |
| 23        | Danimarca                                  | 231                                                              |                                   |
| 24        | Lituania                                   | 788                                                              |                                   |
| 25        | Armenia                                    | nessun dato                                                      | vedi Azeri in Armenia             |
|           | Mondo                                      |                                                                  | 36,676,210 — 40,437,240           |